# Jan Kamarét ze Žirovnice
Jan Kamarét ze Žirovnice, též Jan Kamarýt, psal se také ze Živornice (před 1393? – po 1452?) byl husitský hejtman z rodu pánů z Lukavce.

## Život a působení
Jan Kamarét z Lukavce v roce 1393 koupil hrad Žirovnice a začal užívat predikát ze Žirovnice.
Janu Kamarétovi ze Žirovnice a jeho otci Zbyňkovi z Lukavce zapsal 1. května 1418 Markvart z Pořešína jako jistec (ručitel) na svém pořešínském panství 100 kop grošů českých. V období husitských válek stál na táborské straně. Byl jedním ze zakládajících členů „Nového Tábora". V roce 1423 zaujal přední místo v Žižkově východočeském bratrstvu, tzv. Menším Táboru. Účastnil se bojů proti Oldřichu z Rožmberka a v roce 1425 byl svědkem příměří mezi nepřátelskými stranami.
V říjnu 1431 se spolu se známým válečníkem Mikulášem Sokolem z Lamberka, který si tehdy přivlastnil arcibiskupský hrad v Červené Řečici, a dalšími husitskými hejtmany zúčastnil nevydařené husitské výpravy do Dolního Rakouska, která měla odčinit porážku husitů od Albrechta Habsburského, ale také loupeží doplnit zásoby vína apod. Husité však byli dne 14. října 1431 v bitvě u Bejdova (též u Waidhofenu nebo Kirchbergu an der Wild) poraženi.
Zikmund Lucemburský roku 1436 zapsal Janu Kamarétovi ze Žirovnice (údajně, aby si jej naklonil na svojí stranu) hrad Tehov. V roce 1452 svědčil v závěti Oldřicha z Hradce.